# Jean Joseph Ange d'Hautpoul
Jean Joseph Ange d'Hautpoul (13 de mayo de 1754 - 14 de febrero de 1807) fue un general de caballería francés en las guerras napoleónicas. Provenía de una antigua familia noble de Francia, cuya tradición militar se extendió durante varios siglos.
El gobierno revolucionario francés trató de destituirlo de su mando, pero estos esfuerzos fueron infructuosos ya que sus soldados se negaron a entregarlo. Un hombre corpulento y de voz fuerte, lideró desde el frente a sus tropas. Aunque el fracaso de su caballería al desplegarse en la Batalla de Stockach (1799) lo llevaron al consejo de guerra, sin embargo, fue exonerado y pasó a servir en la campaña suiza en 1799, en la Segunda Batalla de Stockach, la Batalla de Biberach, y más tarde en la batalla de Hohenlinden. Sirvió bajo Michel Ney y Joaquín Murat. Murió en la masiva carga de caballería de Murat en la Batalla de Eylau en 1807. d'Hautpoul es uno de los nombres inscritos en el Arco de Triunfo, específicamente está en la columna 16.

## Primeros años
Nacido en una antigua familia noble de Languedoc, ingresó como voluntario en el ejército real francés en 1769. Después de haber servido en la legión corsa, se transfirió en 1771 a un regimiento de Dragones. Desde 1777, se desempeñó como oficial en el Regimiento de Dragones del Languedoc. En 1792, se había convertido en su coronel.
En 1802, se casó con Alexandrine Daumy y tuvieron un hijo, nacido el 29 de mayo de 1806, llamado Alexandre Joseph Napoléon. Su primo, Alphonse Henri, conde d'Hautpoul, también sirvió en las Guerras Napoleónicas, como teniente en la península ibérica, y fue hecho prisionero en la Batalla de Salamanca. Más tarde se convirtió en el 28.º primer ministro de Francia, de 1849 a 1851.

## Guerras revolucionarias
Según relatos contemporáneos, d'Hautpoul era un hombre corpulento, posiblemente más alto que Joaquín Murat, que medía casi dos metros. Dotado de hombros anchos y una gran voz. Hablaba el idioma del soldado común y lideraba desde el frente. A principios de la Revolución Francesa, los comisionados visitaron los diversos regimientos para eliminar a los nobles, quienes eran juzgados como potencialmente peligrosos y traidores; en general, los comisionados intimidaban al ejército para que los entregaran, pero el regimiento de caballería de d'Hautpoul se negó a dejarse intimidar. Cuando los comisionados vinieron a buscar a su coronel, un vástago de la nobleza empobrecida, sus soldados se negaron a entregarlo: "No d'Hautpoul, no 6.º Chasseurs ". Así, a pesar de su noble cuna, ante las exhortaciones de sus soldados permaneció en el Ejército Revolucionario Francés.
d'Hautpoul sirvió en las campañas de 1794 - 1799 contra los ejércitos de la Primera y Segunda Coalición. En abril de 1794, d'Hautpoul fue ascendido en el campo a general de brigada y estuvo al mando de la brigada bajo el mando de Jacques Desjardin y su sucesor, François Séverin Marceau-Desgraviers. Después de la batalla de Fleurus, su unidad fue transferida a la división de François Joseph Lefebvre. En junio de 1795, su grado provisional de general de brigada fue hecho permanente por el Comité de Salvación Pública. Se distinguió en un enfrentamiento en Blankenberge el 13 de septiembre de 1795. En junio de 1796, d'Hautpoul fue ascendido a general de división e inspector de caballería. En Altenkirchen, fue herido en el hombro por una bala de mosquete.
Después de su recuperación, d'Hautpoul recibió el mando de la caballería pesada del Ejército de Sambre-et-Meuse al mando del general Paul Grenier. Después de Neuwied, fue transferido al Ejército de Inglaterra bajo el mando de Lazare Hoche. Cuando el Directorio francés abandonó la idea de una invasión a Inglaterra, fue nuevamente desplegado en el frente alemán, esta vez como parte del Ejército del Danubio. Después de la derrota francesa en la batalla de Ostrach, su reserva de caballería protegió la retirada francesa en Pfullendorf. Unos días más tarde, después de no liderar una carga oportuna en la batalla de Stockach, fue suspendido por orden del comandante del ejército, Jean-Baptiste Jourdan, quien culpó a d'Hautpoul por la derrota. Absuelto por un consejo de guerra en Estrasburgo, d'Hautpoul reanudó sus funciones a finales de julio de 1799, habiendo fracasado la importante acción en la Primera Batalla de Zúrich.
En 1799, d'Hautpoul comandó brigadas de caballería al mando de Ney, Lecourbe y Baraguey d'Hilliers en el resto de la campaña en el noreste de Suiza. En la campaña alemana de 1800, sirvió a las órdenes de Moreau y se distinguió en las batallas de Biberach y Hohenlinden, durante las cuales su caballería pesada fue fundamental para desbaratar las defensas de infantería austriacas.

## Guerras napoleónicas

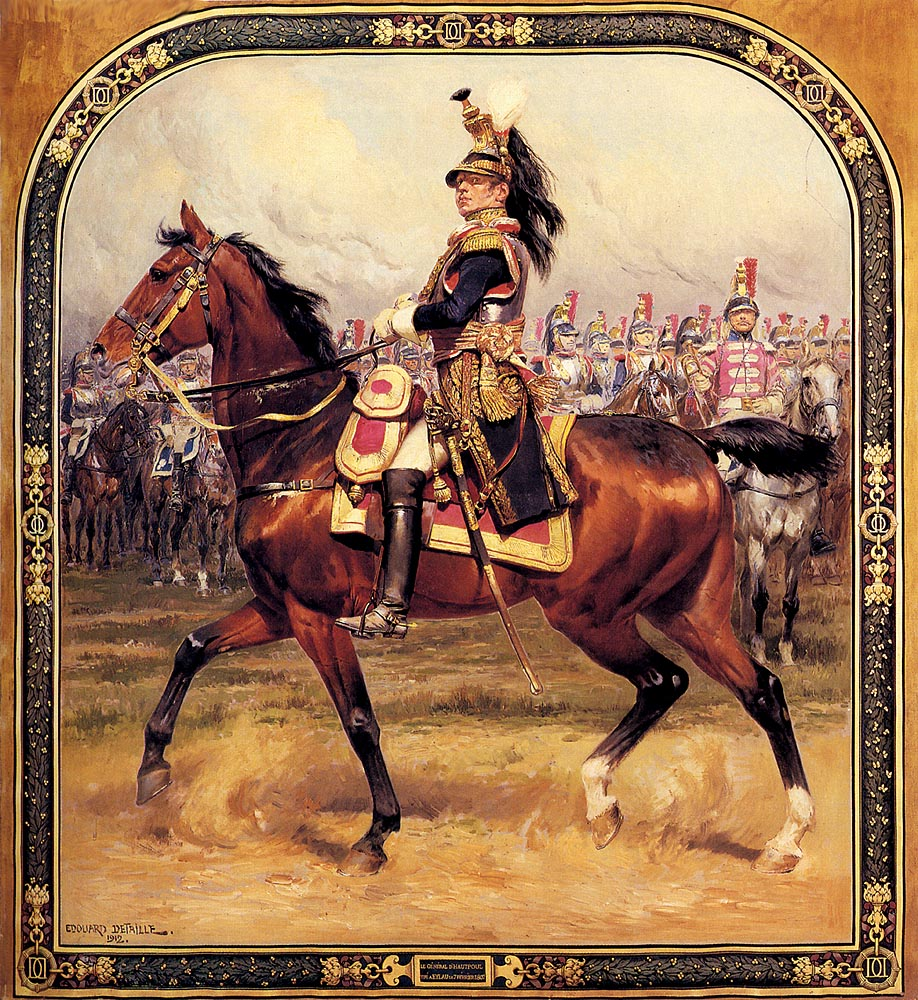
Le Général d'Hautpoul à cheval de Édouard Detaille, 1912

En julio de 1801, el primer cónsul Bonaparte nombró a d'Hautpoul inspector general de caballería y luego le otorgó el mando de la caballería en los campos de Compiègne y Saint-Omer. En agosto de 1805, d'Hautpoul recibió el mando de la 2.ª división de coraceros al mando de Joaquín Murat. En Austerlitz, d'Hautpoul se distinguió por liderar su caballería pesada hacia el centro ruso en las alturas de Pratzen, rompiendo los cuadros de infantería. En 1804, Napoleón lo nombró gran oficial (gran cordón) de la Légion d'honneur y senador, lo que llevó consigo una renta anual de 20.000 francos.
En la Guerra de la Cuarta Coalición, d'Hautpoul sirvió en Jena y en la captura de Lübeck. Transferido al Cuerpo del Mariscal Bessières en diciembre de 1806, volvió a servir bajo las órdenes de Murat en las maniobras de Prusia Oriental en el invierno de 1807.

### Batalla de Eylau
Cuando la actividad militar se reanudó en el invierno de 1807, Napoleón esperaba abrumar a la retaguardia rusa en Hof cerca de Eylau, que se llamaba "Preussisch Eylau" (y ahora se encuentra dentro de las fronteras de la provincia rusa de Kaliningrado). Ordenó a sus dragones que tomaran un puente, sin embargo, fracasaron y sufrieron graves bajas. d'Hautpoul y sus coraceros (caballería pesada) tronaron sobre el puente y dispersaron a la retaguardia rusa. Mientras la infantería en retirada huía, los coraceros de d'Hautpoul capturaron cuatro cañones y dos estandartes. Napoleón estaba tan complacido con d'Hautpoul y sus coraceros que lo abrazó frente a su división al día siguiente. A su vez, d'Hautpoul estaba tan complacido que anunció primero que, para recibir tal cumplido, debía estar dispuesto a morir por su emperador, y segundo, a sus tropas: "El Emperador me ha abrazado en nombre de todos ustedes. Y estoy tan complacido con ustedes que besaría todos sus traseros ".
Continuó con la persecución de las tropas rusas. El 7 de febrero de 1807, los franceses llegaron a las afueras del pueblo de Eylau, cuando caía la noche. Con cierta confusión, el carruaje imperial entró ruidosamente en la aldea, a pesar de que el Emperador estaba instalando en su campamento a pocos kilómetros de distancia. La patrulla rusa en el pueblo ahuyentaron al conductor del coche y a sus hombres y saqueó las pertenencias del Emperador; a su vez, la escolta imperial los enfrentó. Se enviaron más y más hombres al combate y, al final, los franceses tomaron la aldea cuando los rusos se retiraron. Ambos bandos perdieron 4.000 hombres en la contienda por la aldea y el camisón del Emperador. Decididos a pasar la noche, se prepararon para un enfrentamiento al día siguiente.
A la mañana siguiente, los dos ejércitos se enfrentaron entre sí en campos helados, con arroyos y estanques congelados, que a su vez estaban cubiertos por nieve y ventisqueros. La nieve y la penumbra hizo que ninguno de los bandos sea consciente de las desigualdades entre los hombres y la artillería. Napoleón abrió el enfrentamiento enviando el cuerpo de Soult, que empujó con éxito el flanco derecho ruso hacia atrás. Para continuar con la ventaja, ordenó a la fuerza de Pierre Augereau que atacara el centro-izquierda. Apenas Augereau con el 7.º Cuerpo y la división de St. Hilaire salieron, una repentina tormenta de nieve envolvió el campo de batalla. En estas condiciones, todo el cuerpo de Augereau desapareció en una ráfaga de nieve arremolinada. Cuando la nieve se despejó, tanto amigos como enemigos descubrieron que las primeras unidades en el campo se habían desviado del rumbo. La marcha planeada debía haberlos llevado directamente al flanco ruso, sin embargo, al no tener ningún punto de referencia, habían seguido y condujeron a todo el cuerpo al frente de la línea rusa, prácticamente encarando las baterías rusas de 70 cañones. La artillería, sorprendida al encontrar un cuerpo francés avanzando directamente hacia ellos, inmediatamente abrió fuego, al igual que la infantería rusa en ambos lados del cuerpo de Augereau.
El resultado fue devastador. Cinco mil soldados franceses cayeron en cuestión de minutos y todo el enfrentamiento estuvo al borde del desastre. No solo se enfrentaron al fuego ruso, sino que la artillería francesa también los golpeó. El Cuerpo de Augereau se desvaneció bajo el fuego fulminante, las bayonetas de los rusos y el ataque de la caballería; mientras se retiraba a sus propias líneas, Napoleón casi fue capturado en el cementerio de Eylau, donde había establecido un puesto de vigilancia, pero su escolta de caballería ahuyentó a los rusos.

#### Carga en Eylau
Para llenar la brecha dejada por el diezmado cuerpo de Augereau, Napoleón ordenó a la reserva de caballería de Murat, 80 escuadrones de 10.700 jinetes, entrar en acción a las 10:30 de la mañana. Tuvieron que cubrir 2,3 km de terreno cubierto de nieve y lleno de obstáculos que impedían a los caballos galopar. La Reserva de Murat cargó contra los cuadros rusos en dos columnas: la caballería de Grouchy, los coraceros de d'Hautpoul y los granaderos del general Louis Lepic, 24 escuadrones en total golpearon el centro ruso. Esta fue la ocasión del famoso comentario de Lepic: "¡Atención, por Dios! ¡Son balas, no mierda!". Los caballos de Grouchy, Lepic y d'Hautpoul rompieron el centro, giraron y cargaron por segunda vez. En la segunda carga, rompieron la segunda formación; en este punto, los hombres de Grouchy se vieron obligados a retroceder, pero los coraceros de d'Hautpoul avanzaron con fuerza, alcanzando a la reserva rusa.
Para este punto, los caballos casi volaban, y los coraceros de d'Hautpoul atacaron la tercera línea, que también rompieron. Los cosacos rusos, reunidos en la reserva, entraron en el tumulto, pero sus caballos ligeros no eran rival para las monturas francesas, caballos grandes confiscados a los prusianos el año anterior. La infantería rusa había comenzado a reformar sus plazas detrás de los hombres de d'Hautpoul. Durante esta carga, d'Hautpoul fue alcanzado por metralla de artillería y resultó gravemente herido. Varios de sus hombres lograron llevarlo o arrastrarlo de regreso a las líneas francesas.
El ayudante de cámara de Napoleón relató:
… Parece ser que aún puedo oír al valiente d'Hautpoul decir a Su Majestad, justo cuando se alejaba al galope para cargar contra el enemigo: "¡Señor, voy a mostrarle mis grandes tacones; entrarán en las formaciones enemigas como si fueran mantequilla!" Una hora después estaba muerto. Uno de sus regimientos, mientras luchaba  contra el ejército ruso, fue abatido y despedazado por los cosacos; sólo dieciocho de ellos escaparon. El general d'Hautpoul, obligado en tres ocasiones a retroceder con su división, tres veces los reunió a la carga; la tercera vez, se abalanzó nuevamente sobre el enemigo, gritando en voz alta: "¡Coraceros, adelante, en el nombre de Dios! ¡Adelante, mis valientes coraceros!" Pero la metralla había abatido a muchos de estos héroes. Muy pocos de ellos estaban en condiciones para seguir a su líder, el cual cayó, cubierto de heridas, en medio de una formación rusa en la que se había lanzado casi solo.
El emperador ordenó a los mejores cirujanos que atendieran a d'Hautpoul. Estos no se pusieron de acuerdo sobre el método de tratamiento. Rechazando el consejo del cirujano militar, Larrey, d'Hautpoul se negó a que le amputaran la pierna y murió pocos días después.

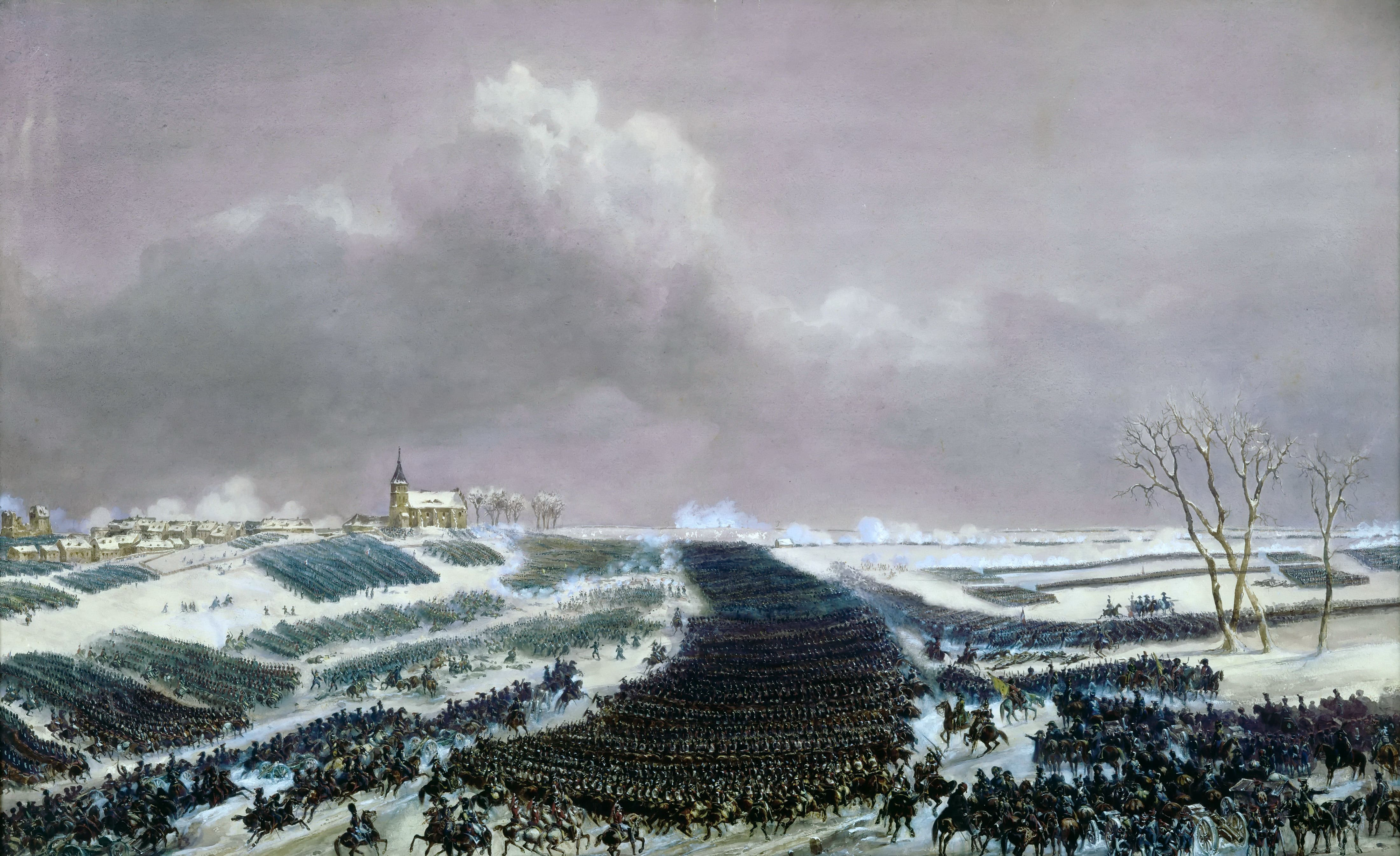
En la batalla de Eylau, la caballería de 10.700 hombres de Murat cargó contra las líneas rusas. El propio D'Hautpoul dirigió tres cargas hacia las formaciones de infantería rusa.

Hay cierto desacuerdo en los registros sobre su fecha real de muerte: el registro original de su muerte (de la parroquia de Eylau) indica que murió a causa de sus heridas el 1 de febrero de 1807, pero esto fue antes de la batalla. Es posible que el párroco simplemente se dejó un dígito en su registro o, más probablemente, que el registro se transcribió incorrectamente. Otros registros sugieren que murió el día siguiente de la batalla (8 de febrero), o el 11 de febrero o el 14 de febrero. Originalmente fue enterrado en Worienen, su hijo, Alexandre Joseph Napoléon, llevó sus restos a Francia en 1840 para que fueran enterrados en la cripta familiar en el cementerio del Père Lachaise en París. El corazón de D'Hautpoul se conserva en una bóveda en Les Invalides, y su nombre está inscrito en la Columna 16 del Arco de Triunfo, entre los primeros 384 nombres inscritos en el Arco.